# Senzar
Senzar je fusion pop-rock-world etno-jazzy sastav iz Hrvatske.

## Povijest sastava
Članovi glazbenog sastava Senzar su Tomislav Ocvirek koji se bavi i produkcijom, snimanjem i glazbenom obradom albuma te aranžmanima, Svemir Vranko koji piše tekstove, glazbu i aranžmane za sastav i Miroslav Dominić, gitarista, tekstopisac i kompozitor. 
Senzar je po ezoterijskom predanju u knjizi H.P. Blavatske "Tajna nauka" iz 1888. jezik univerzalne komunikacije koji su anđeli predali ljudima na početku ljudske evolucije. Putem senzara ljudi su mogli razumjeti biljke, kamenje, životinje i sva ostala bića iz vidljivih i nevidljivih svjetova. Danas je glazba najbliži izraz tog jezika.
Svoj prvi album "Ples Sunca i Mjeseca" Senzar je objavio 1998. godine. Na tom albumu je 10 kompozicija, a kao izvođači gostovali su gitaristi Miroslav Dominić, Zdenko Kovačević i Neno Kos - Ferzzo, Kruno Matus, klavijature i programiranje ritma, Domagoj Džojić, bubnjevi, zatim članice pjevačkog sastava Gaudeamus iz Križevaca i prateći vokali, Jelena Radan, Iskra, Romana Oreški i Rubini. 
S istog albuma skinut je i singl "Prema vrhu" posvećen meču Željka Mavrovića za naslov svjetskog prvaka u boksačkoj teškoj kategoriji protiv nositelja naslova Lennoxa Lewisa koji je 26. rujna 1998. održan u Mohegan Sun Casinu u Uncasvilleu, Connecticut, SAD. HRT je za istoimenu kompoziciju snimila i objavila prigodni video spot.
Bend nakon izdavanja albuma nije nastavio s radom. 

## Članovi
- Tomislav Ocvirek (klavijature, prateći vokali, blok flauta i didgeridoo)
- Svemir Vranko (vokal, gitare, didgeridoo)
- Miroslav Dominić (gitare)

## Diskografija
- "Ples Sunca i Mjeseca" (1998.)
- "Prema vrhu" (singl) (1998.)
- "Clear" (2018.)